# Инжењерска комора Србије
Инжењерска комора Србије је струковна организација основана 2003. године Законом о планирању и изградњи Републике Србије. Седиште Коморе је у Београду, а њени чланови су дипломирани инжењери различитих техничких струка и дипломирани просторни планери којима је Комора издала одговарајуће лиценце.

## Историјат

### Оснивање
Инжењерска комора Србије основана је Законом о планирању и изградњи, који је објављен у „Службеном гласнику РС" број 47/2003 од 5. маја 2003. године, а ступио је на снагу 13. маја 2003. године.
Оснивачка скупштина Инжењерске коморе Србије одржана је 14. јуна 2003. године у Свечаној сали Грађевинског факултета у Београду. На скупштини је министар проф. др Драгослав Шумарац уручио првих 200 „нултих" лиценци одговорних планера, одговорних урбаниста, одговорних пројектаната и одговорних извођача радова.
Међу првим члановима Коморе били су истакнути представници српског инжењерства:
- Академик проф. др Никола Хајдин, дипломирани грађевински инжењер
- Академик проф. Иван Антић, дипломирани инжењер архитектуре
- Проф. др Илија Стојановић, дипломирани инжењер електротехнике
- Проф. др Титослав Живановић, дипломирани машински инжењер[2]

### Први органи Коморе
На оснивачкој скупштини изабрани су први органи Коморе:
- Председник Скупштине: Драгомир Ацовић, дипл. инж. арх.
- Председник Коморе и Управног одбора: проф. др Милош Лазовић, дипл. грађ. инж.[2]

## Организација

### Органи Коморе
Органи Инжењерске коморе Србије су:
- Скупштина - највиши орган са 60 чланова
- Управни одбор - извршни орган са 12 чланова
- Надзорни одбор - самостални орган са 3 члана
- Председник - представља и заступа Комору

### Секције
У оквиру Коморе постоје четири матичне секције:
1. Секција планера
2. Секција урбаниста
3. Секција пројектаната
4. Секција извођача радова

## Чланство и лиценце

### Услови за чланство
Чланови Коморе су:
- Дипломирани инжењери архитектонске струке
- Дипломирани инжењери грађевинске струке
- Дипломирани инжењери машинске струке
- Дипломирани инжењери електротехничке струке
- Дипломирани инжењери саобраћајне струке
- Дипломирани инжењери других техничких струка
- Дипломирани просторни планери

### Типови лиценци
Инжењерска комора Србије издаје следеће типове лиценци:
- Лиценца одговорног планера
- Лиценца одговорног урбанисте
- Лиценца одговорног пројектанта
- Лиценца одговорног извођача радова[4]

## Међународна сарадња
Инжењерска комора Србије је члан престижних међународних организација:
- 2005. - чланство у Европском савету инжењерских комора (ECEC)
- 2012. - чланство у Светском форуму инжењерских организација (WFEO)[2]

## Активности и манифестације
Комора редовно организује стручне скупове, конференције и манифестације које доприносе развоју инжењерских струка у Србији. Међу традиционалним манифестацијама се истичу:
- Дан светлосне технике[5]
- Савремена грађевинска праксa
- Конференције о енергетској ефикасности и одрживом развоју[6]

## Статистички подаци
По подацима из 2025. године, Комора има преко 27.000 чланова различитих техничких струка. Дистрибуција чланства по струкама показује да највећи део чине грађевински инжењери (око 30%), следе електротехничари и архитекте (по око 19%), затим машински инжењери (око 17%) и остали.

## Тренутно руководство
Тренутни председник Инжењерске коморе Србије је Вељко Бојовић, дипломирани просторни планер.